# Fehérarcú batla
A fehérarcú batla (Plegadis chihi) a madarak (Aves) osztályának a gödényalakúak (Pelecaniformes) rendjébe, ezen belül az íbiszfélék (Threskiornithidae) családjába és az íbiszformák (Threskiornithinae) alcsaládjába tartozó faj.

## Elterjedése
Az USA északi határától a Mexikói-öbölig költ, a Csendes-óceán partvidékéről hiányzik.
Él ezek kívül Mexikóban, Brazília délkeleti részén, Bolíviában, Chilében és Argentínában is.
Édesvizű és brakkvizes mocsarakban él.
Vándormadár, Mexikóban és a Mexikói-öböl partvidékén telel.

## Megjelenése
Magassága 55-65 centiméter hosszú.  
Testszíne sötétbarna és zöldesen csillogó. Csőrének alapja fehérrel keretezett, csőre és lába vöröses.
Nagyon hasonlít a batlához (Plegadis falcinellus), amely az USA déli részén is költ. 
Korábban egy fajba sorolták őket.
|  |

## Életmódja
Táplálékkeresés közben hosszú, hajlott csőrével a puha talajban vagy a sekély vizek iszapjában kotorászik.
Rákokat, rovarokat és kis kétéltűeket keres. Néha nagy mennyiségű földigilisztát eszik.

## Szaporodása

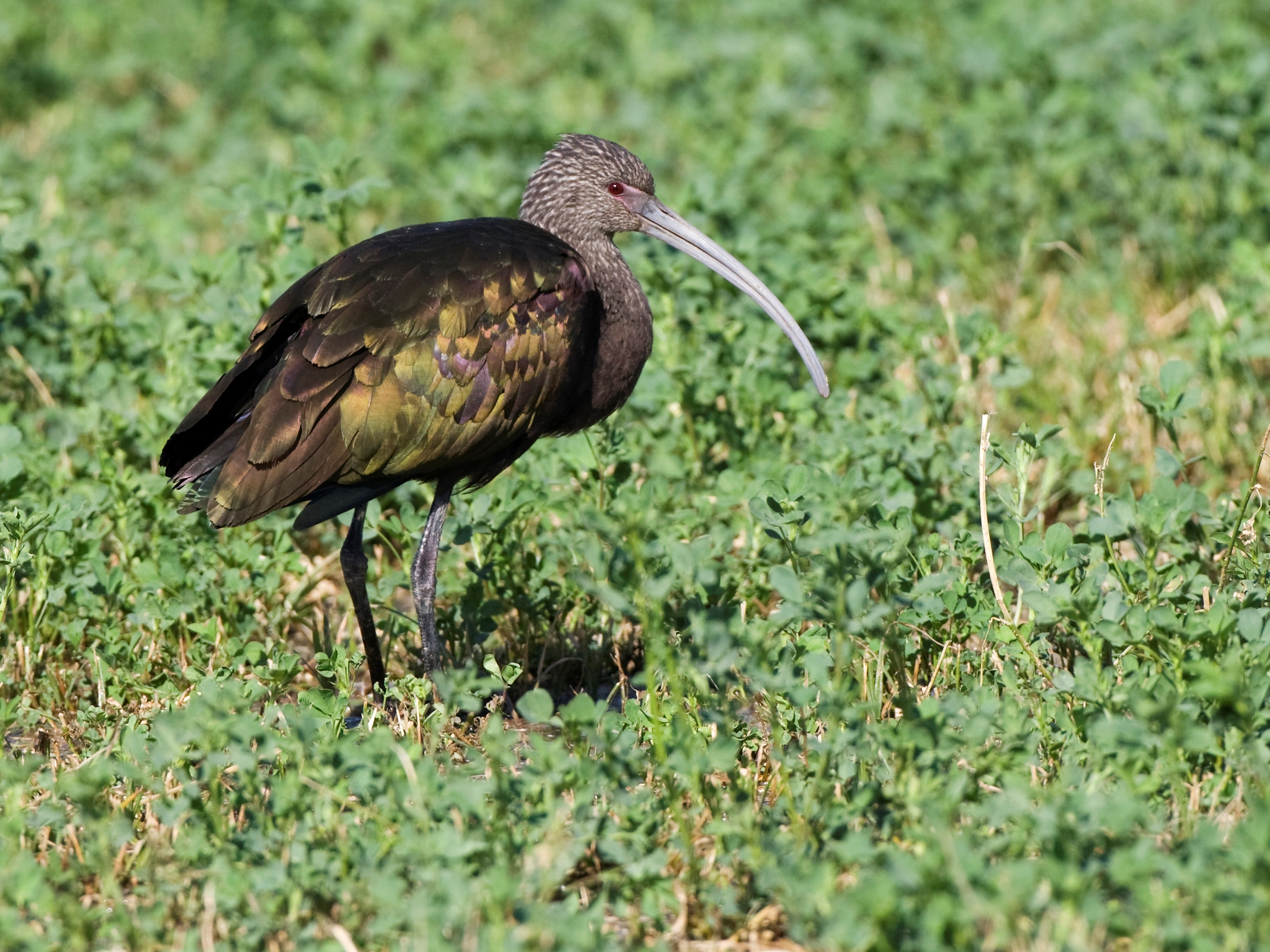

Fészke a vadászterületektől gyakran igen távol, telepeken van szigeteken vagy nádasokban.
Fészekalja 3-4 világos kékeszöld tojásból áll.
A fiókák a szülők torkából kapják  a táplálékukat, ilyenkor rövid csőrüket az élelmet hozó madár csőrébe dugják.